# Pierre Goudreault
Ne doit pas être confondu avec Pierre Goudreaux.
Pierre Goudreault, née le 27 mai 1963 à Rouyn-Noranda au Québec, est un prélat canadien de l'Église catholique. Depuis 2017, il est l'évêque du diocèse de Sainte-Anne-de-la-Pocatière au Québec.

## Biographie
Pierre Goudreault est né le 27 mai 1963 à Rouyn-Noranda au Québec. En 1984, il fut diplômé d'un certificat en administration de l'Université du Québec en Abitibi-Témiscamingue. La même année, il entra au Séminaire universitaire Saint-Paul à Ottawa en Ontario.
Le 16 juin 1990, il a été ordonné diacre au sein du diocèse de Rouyn-Noranda, puis, le 18 mai 1991, il a été ordonné prêtre au sein de ce même diocèse par Mgr Jean-Guy Hamelin, évêque du diocèse de Rouyn-Noranda. En 1998, il reçut un doctorat en théologie de l'Université Saint-Paul.
Le 8 décembre 2017, il a été nommé évêque du diocèse de Sainte-Anne-de-la-Pocatière au Québec. Le 10 mars suivant, il a été consacré évêque par Mgr le cardinal Gérald Cyprien Lacroix, archevêque de l'archidiocèse de Québec, en la cathédrale Sainte-Anne de Sainte-Anne-de-la-Pocatière.